# David Hasselhoff
David Hasselhoff (født 17. juli 1952) er en skuespiller fra USA, men af tysk oprindelse. Hasselhoff opnåede superstjernestatus med tv-serierne Knight Rider og Baywatch.

## Biografi
David Hasselhoffs første skuespillerolle var som Dr. William Foster Jr. på The Young and the Restless. Denne rolle spillede han fra 1975 til 1982, for i 1982 skiftede han over til serien Knight Rider, der blev et gigantisk hit. Her spillede han rollen som Michael Knight. Serien gav ikke bare David superstjernestatus i USA, men også i Europa. David begyndte også i 1980'erne at lave musik, hvilket aldrig slog igennem i USA. I Europa derimod blev især hans sang "Looking for freedom" et gigantisk hit, og sangen blev en slags kendingsmelodi for Sovjetunionens og de mange andre europæiske kommunisitiske regimers fald. I Tyskland især er David Hasselhoff et meget kendt navn. I 1989 dukkede Hasselhoff op i serien Baywatch, der dog blev annulleret af TV-stationen blot et år efter serien var startet. Hasselhoff nægtede dog at tro på, at serien ikke kunne få succes, så han købte rettighederne til den og styrede selv seriens forløb. I denne omgang blev serien enormt populær og er til dags dato stadig en verdenskendt TV-serie. Serien fortsatte frem til 2001.
Siden de glade 80'ere og 90'ere med Knight Rider og Baywatch, er Hasselhoff blevet ret falleret og er ofte blevet udsat for kritik af sladderblade og hån af komikere som David Letterman for hans rodede privatliv.

## Privat
David Hasselhoff havde alkoholproblemer og misbrugte smertestillende medicin. Han forsøgte ofte at komme ud af problemerne, men selv den dag i dag siges det at problemerne fortsætter.